# Red toupée
Red toupée is een single van Al Stewart. Het is waarschijnlijk alleen in Spanje uitgegeven. Het is afkomstig van zijn album Last days of the century. Ook deze combinatie van elpee en singles kon de carrière van Al Stewart niet meer vlottrekken. Noch album nog singles haalden de hitparades.
Red toupée gaat over Henry Cisneros, destijds burgemeester van San Antonio (Texas), bezongen in 1988/1989 maar geplaatst in (de dan toekomst van) 2005. De luchtvervuiling is dan dermate erg, dat niemand meer haar heeft en gedwongen is een (rode) toupet te dragen. Cisneros strandde echter voortijdig in 1996 door een affaire met Linda Medlar. Volgens Stewart schreef hij de tekst binnen vijf minuten. Tori Amos zong mee in het achtergrondkoor en speelde wellicht ook piano.
Where are you now, de B-kant zou gaan over een ex-vriendin van Stewart, genaamd Mandi. Ze is al eerder bezongen in The news from Spain.